# Leptothyra verruca
Leptothyra verruca is een slakkensoort uit de familie van de Colloniidae. De wetenschappelijke naam van de soort is voor het eerst geldig gepubliceerd in 1845 door Gould.